# MLS Reserve Division
A MLS Reserve Division é uma competição de futebol da Major League Soccer (MLS), a liga de futebol dos EUA, disputada entre 2005 e 2008 e reiniciada em 2011. Os maiores vencedores desse campeonato são o Colorado Rapids com dois títulos conquistados em 2006 e 2007 e o Columbus Crew com dois títulos conquistados em 2011 e 2012. A competição alterou seu nome para MLS Reserve League.
Em 2020 a Major League Soccer anunciou que a liga pode retornar em 2022, através do dissolvimento das equipes reservas da USL Championship.

## História
Criada em 9 de abril de 2005, é uma competição para os chamados times B das equipes da MLS feita no formato da FA Premier Reserve League, uma competição para equipes B da Premier League da Inglaterra. No Brasil seria o equivalente ao antigo campeonato de aspirantes. O DC United sagrou-se como o primeiro campeão de forma invicta com uma campanha consistida de 8 vitórias e 4 empates. O Colorado Rapids venceu a temporada de 2006 também de forma invicta com 9 vitórias e três empates. Obteve o bicampeonato em 2007 com duas rodadas de antecedência. O Houston Dynamo foi o campeão de 2008. Em 2010, a MLS decidiu encerrar a competição. Porém, reativou-a em 2011 sendo o Columbus Crew o campeão desse ano e foi bicampeão em 2012. O nome da competição foi alterado para MLS Reserve League. Em 2013, não houve um campeão, pois foi disputado em conferências e os campeões de cada uma não disputaram uma final. Em 2014, o Chicago Fire foi o campeão.

## Regulamento
- Cada equipe da MLS envia sua equipe B para jogar o campeonato em 12 partidas de turno e returno sendo campeão aquele que fizer mais pontos e recebendo um prêmio em dinheiro no valor de U$ 20.000 (vinte mil dólares estadunidenses).
- Cada equipe pode enviar, entre titulares e reservas, um máximo de 20 jogadores. São permitidas até seis substituições em cada partida.
- Não há suspensões de jogadores por cartões amarelos ou vermelhos recebidos durante uma partida para uma partida subsequente. Porém, quem receber até quatro cartões amarelos durante o  campeonato, não poderá participar do próximo.
- Cada jogador deve jogar, no máximo por 120 minutos, em cada partida. Após isso deverá esperar por um intervalo de, no mínimo, 60 horas para jogar novamente. Essa medida visa preservar a integridade física dos jogadores.
- Cada equipe poderá ter um jogador da equipe principal (chamado de Guest Player) desde que este esteja devidamente inscrito na U.S. Soccer (a federação estadunidense de futebol).

## Campeões
| Ano  | Campeão                 | Vice-campeão            |
| ---- | ----------------------- | ----------------------- |
| 2005 | DC United               | New York Red Bulls*     |
| 2006 | Colorado Rapids         | Sporting Kansas City**  |
| 2007 | Colorado Rapids         | Chivas USA              |
| 2008 | Houston Dynamo          | Sporting Kansas City**  |
| 2009 | Não houve               | Não houve               |
| 2010 | Não houve               | Não houve               |
| 2011 | Columbus Crew           | Seattle Sounders FC     |
| 2012 | Columbus Crew           | Montreal Impact         |
| 2013 | Disputa de conferências | Disputa de conferências |
| 2014 | Chicago Fire            | Seattle Sounders FC     |

* como New York MetroStars

** como Kansas City Wizards

## Maiores vencedores
2 vezes
- Colorado Rapids - 2006, 2007
- Columbus Crew - 2011, 2012

1 vez
- DC United - 2005
- Houston Dynamo - 2008
- Chicago Fire - 2014

## Participação das equipes
| Equipe                 | 1º | 2º | 3º | 4º |
| ---------------------- | -- | -- | -- | -- |
| Colorado Rapids        | 2  | 0  | 0  | 0  |
| Columbus Crew          | 2  | 0  | 0  | 0  |
| Houston Dynamo         | 1  | 0  | 2  | 0  |
| Chicago Fire           | 1  | 0  | 1  | 1  |
| D.C. United            | 1  | 0  | 0  | 0  |
| Sporting Kansas City*  | 0  | 2  | 0  | 1  |
| Seattle Sounders FC    | 0  | 2  | 0  | 0  |
| Montreal Impact        | 0  | 1  | 1  | 0  |
| Chivas USA             | 0  | 1  | 0  | 0  |
| New York Red Bulls**   | 0  | 1  | 0  | 0  |
| New England Revolution | 0  | 0  | 2  | 0  |
| Real Salt Lake         | 0  | 0  | 1  | 1  |
| FC Dallas              | 0  | 0  | 0  | 2  |
| Los Angeles Galaxy     | 0  | 0  | 0  | 1  |
| Portland Timbers       | 0  | 0  | 0  | 1  |

* como Kansas City Wizards em 2006, 2007 e 2008

** como New York MetroStars em 2005